# Liste des caravansérails en Azerbaïdjan
Liste des caravansérails en Azerbaïdjan.

## Caravansérails
| Image | Nom                                    | État               | Date                    | Lieu                   |
| ----- | -------------------------------------- | ------------------ | ----------------------- | ---------------------- |
|       | Caravansérail de Bukhara               | Chirvanchah        | XVe siècle              | Vieille ville de Bakou |
|       | Caravansérail de Nizamaddin            | Afcharides         | XVIIIe siècle           | Vieille ville de Bakou |
|       | Caravansérail de Gasim Bey             | Séfévides          | XVIIe siècle            | Vieille ville de Bakou |
|       | Caravansérail de Multani               | Ilkhanides         | XIVe et XVe siècles     | Bakou                  |
|       | Caravansérail d'Eltakin                | Eldiguzides        | XIIIe siècle            | Khankendi              |
|       | Caravansérail de Shaki                 | Séfévides          | XVIIIe siècle           | Shaki                  |
|       | Kichik Caravansérail                   | Chirvanchah        | XVe siècle              | Bakou                  |
|       | Caravansérail de Majid                 | Sajides            | 898                     | Khankendi              |
|       | Caravansérail d'Ugurlu Bey             | Séfévides          | XVIIe siècle            | Gandja                 |
|       | Caravansérail de Garghabazar           | Séfévides          | XVIIe siècle            | Fuzuli                 |
|       | Caravansérail de Khanlig Mukhtar       | Khanat du Karabagh | XVIIe et XVIIIe siècles | Choucha                |
|       | Caravansérail d'Agha Gahraman Mirsiyab | Khanat du Karabagh | XVIIIe siècle           | Shaki                  |
|       | Caravansérail de Garachi               | Séfévides          | XVIe siècle             | Abchéron               |